# Жак, Шарль-Эмиль
Шарль-Эмиль Жак (фр. Charles-Émile Jacque; 23 мая 1813, Париж — 7 мая 1894, Анвер) — французский живописец-анималист, пейзажист и гравёр, мастер офорта барбизонской школы.

## Биография
Шарль-Эмиль вначале учился гравировать географические карты, затем, в 1830 году, был зачислен в армию и участвовал в осаде города Антверпена во время Бельгийской революции. Свою военную службу он закончил в 1835 году в звании капрала, возобновил свои художественные занятия, но оставался самоучкой. Он изображал овец, кур и других домашних животных, с удивительной натуральностью передавая их характер и движения.
В 1836 году он уехал в Англию и оставался в Лондоне до 1838 года. Там он создал серию гравюр на дереве в качестве иллюстраций к изданию произведений Шекспира. Он также иллюстрировал «Живописную Грецию» и предоставлял рисунки для английских журналов. Жак снабжал своими рисунками и карикатурами некоторые парижские иллюстрированные издания, например журнал «Le Charivari».
Вместе с Жаном-Франсуа Милле с 1845 года Шарль-Эмиль Жак часто посещал городок Барбизон. Спасаясь от эпидемии холеры, поразившей Париж 3 марта 1849 года, Шарль поселился в Барбизоне в августе 1849 года вместе с Милле и Теодором Руссо. В начале 1850-х годов к группе присоединился, среди прочих, Жюль Эро.
Начиная с первых произведений, Шарль-Эмиль предпочитал сельские темы с пасторальными изображениями природы и крестьянских дворов. Он превратился в свидетеля и внимательного наблюдателя сцен сельской жизни. Он находил вдохновение в пейзажах Иль-де-Франс, Беарна, Бретани, Бургундии, а потом в лесу Фонтенбло — любимой резиденции французских живописцев барбизонской школы, посвятивших себя пейзажу и изображению животных.
Шарль-Эмиль Жак много работал в технике офорта, сделав несколько репродукционных гравюр по картинам голландских мастеров, он посвятил себя оригинальной гравюре. С помощью своего друга Огюста Делатра (1822—1907) он напечатал свою первую серию офортов. Шарль Бодлер писал в отчёте о салоне 1845 года: «У господина Жака новая репутация, которая, будем надеяться, будет расти и дальше. Его офорты очень смелые, а сюжет очень хорошо продуман. Все, что делает г-н Жак на меди, полно свободы и откровенности, напоминающей старых мастеров».
В 1843 году Шарль-Эмиль Жак сделал гравюры на стали для «Сказок прошлого» Шарля Перро, опубликованных Кермером. Его изображения животных соответствуют красивым породам, вкоторые влюбляются энтузиасты. Он написал одну из первых монографий по птицеводству: «Курятник» (Le Poulailler), опубликованную в 1857 году и переизданную десять раз. В Барбизоне он даже начал продавать яйца отборных кур по почте.
У Шарля Жака было четверо детей. Двое сыновей стали живописцами-пейзажистами и анималистами, а также гравёрами и иллюстраторами: Эмиль Жак (1848—1912) и Фредерик Жак (1859—1931). Сын последнего, Марсель Жак (1906—1981), также был художником, ответственным за музей Теодора Руссо в Барбизоне. Во время Коммуны Шарль-Жак пережил большое несчастье, от которого так и не оправился. Третий из его сыновей, тоже талантливый художник, служивший в национальной гвардии, был встречен регулярными войсками на площади Клиши и застрелен. У него также была дочь, замужем за часто награждаемым художником Камиллой Дюфур.
Шарль-Эмиль Жак скончался в Париже 7 мая 189412 года и был похоронен на кладбище Пер-Лашез.
Его брат и ученик — Леон Жак (1828—1896), был членом общества офортистов c 1865 года и участвовал в Парижских салонах с 1864 по 1866 год.
Картины Жака рассеяны по общественным и частным галереям Европы и Северной Америки; они также встречались и у любителей искусства в России. Среди наиболее значительных картин: «Стадо овец среди пейзажа» (Люксембургская галерея, Париж). В санкт-петербургском Эрмитаже имеется семь картин Шарля-Эмиля Жака.

## Галерея

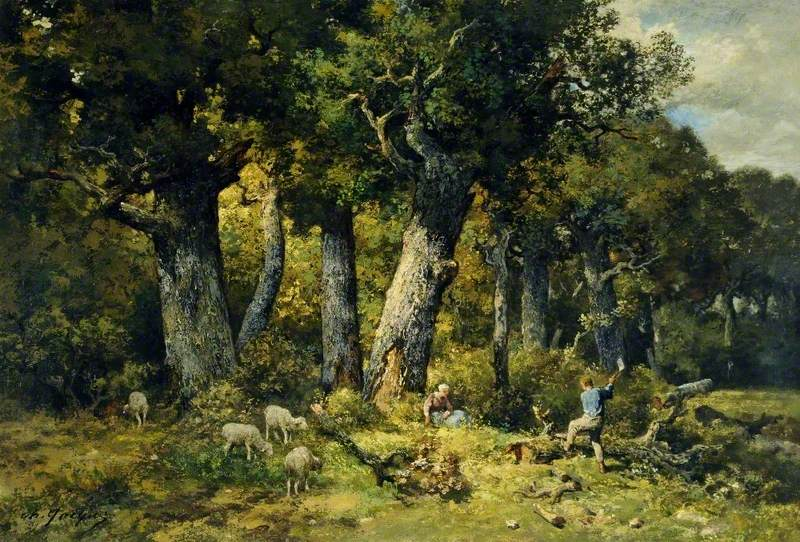
Лесная сцена. 1850-е. Холст, масло. Фонд галерей, Шеффилд, Великобритания
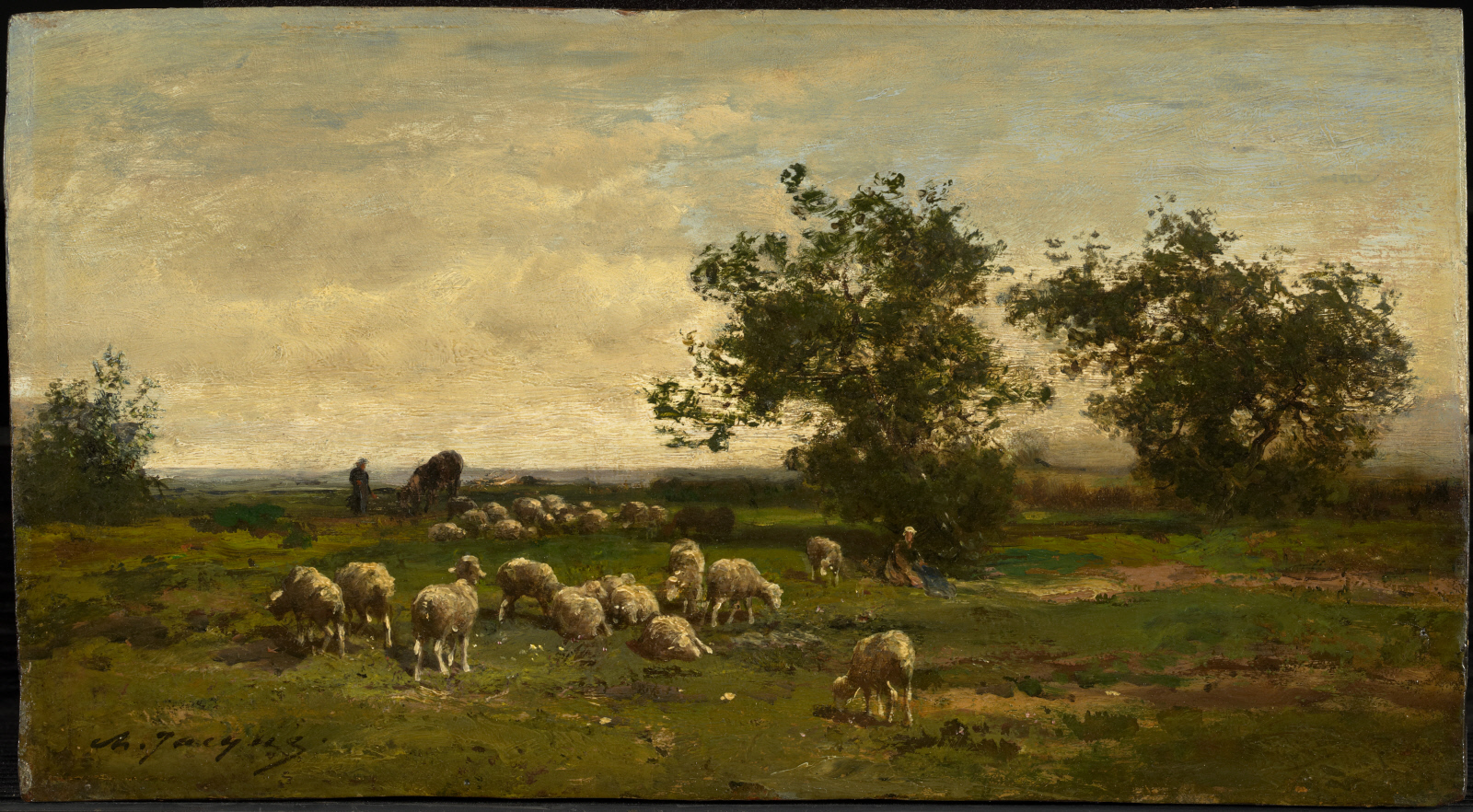
Пейзаж с овцами. Между 1855 и 1894. Институт искусств Стерлинга и Франсин Кларк, Уильямстаун, Массачусетс, США
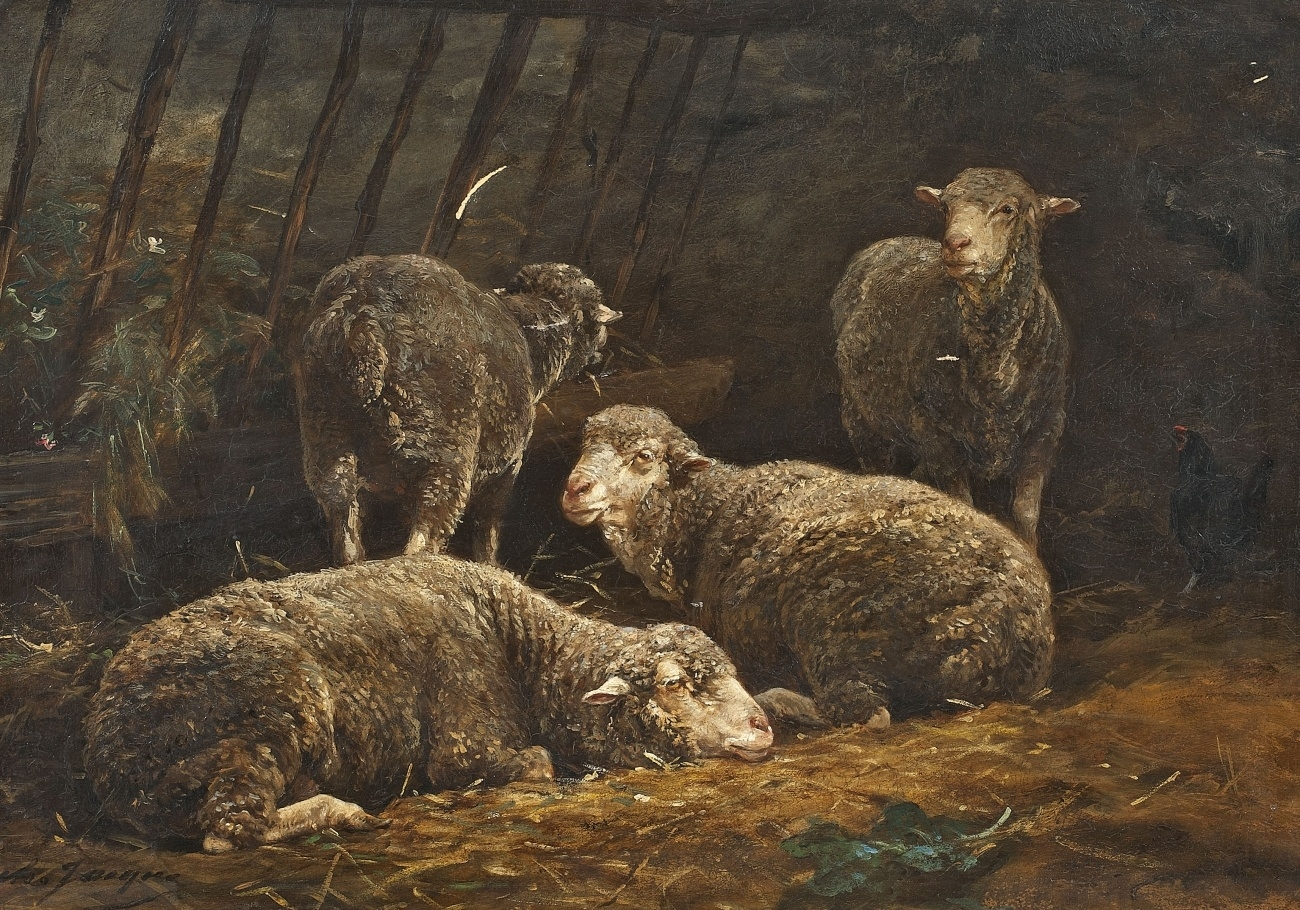
Овцы в стойле. Ок. 1894. Дерево, масло
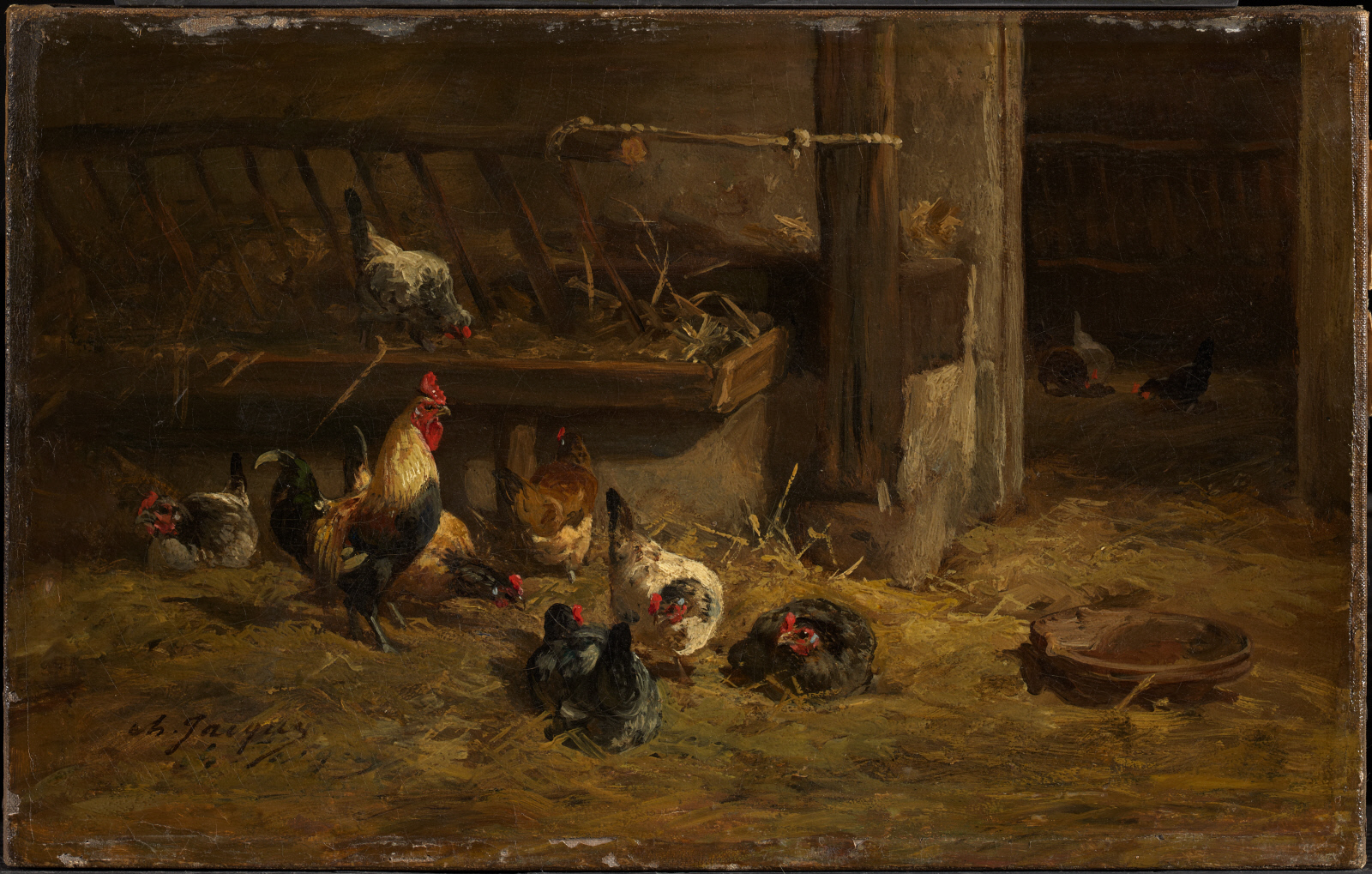
Курятник. Между 1855 и 1860. Институт искусств Стерлинга и Франсин Кларк, Уильямстаун, Массачусетс, США
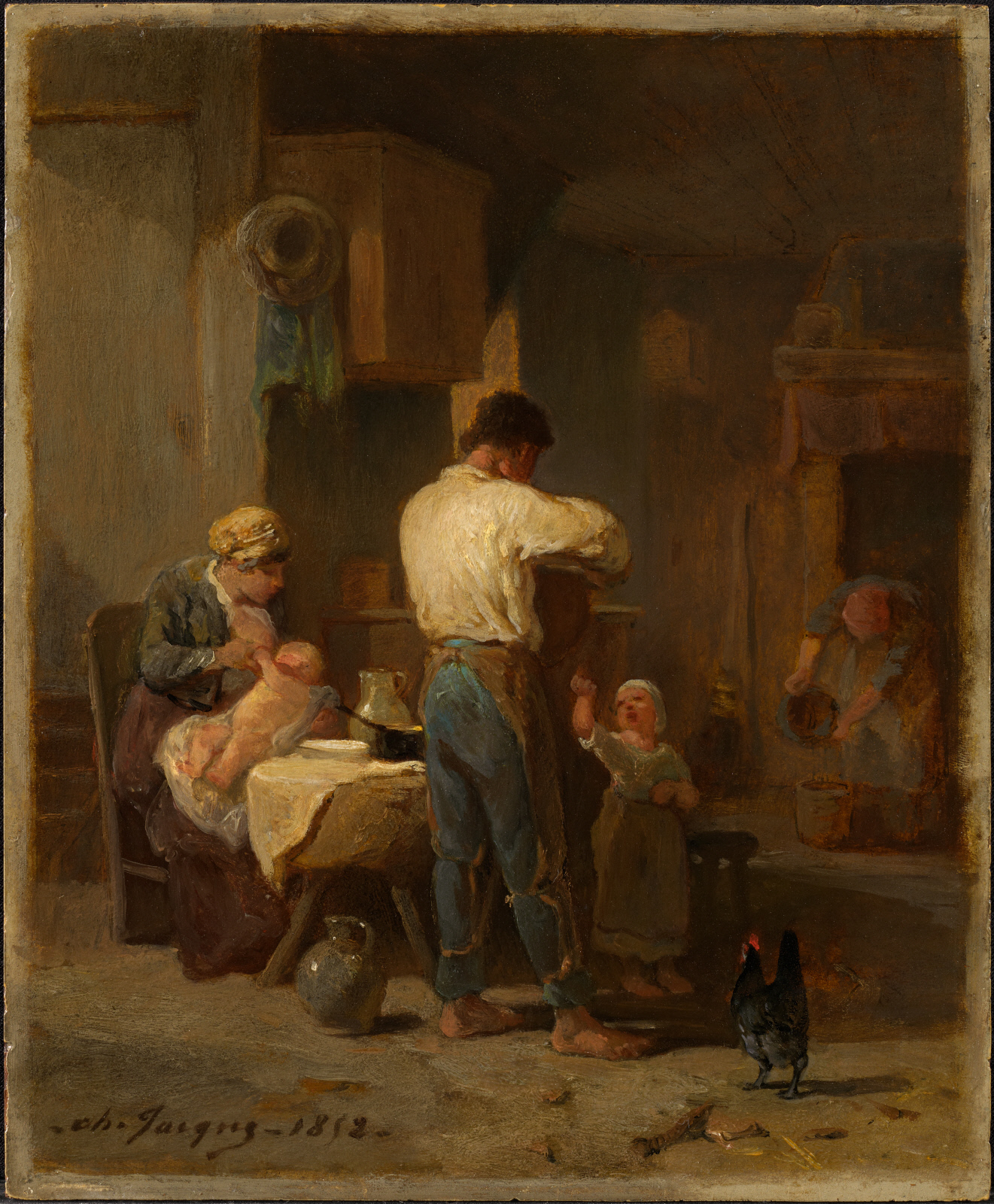
Сценка в интерьере. 1852. Институт искусств Стерлинга и Франсин Кларк, Уильямстаун, Массачусетс, США
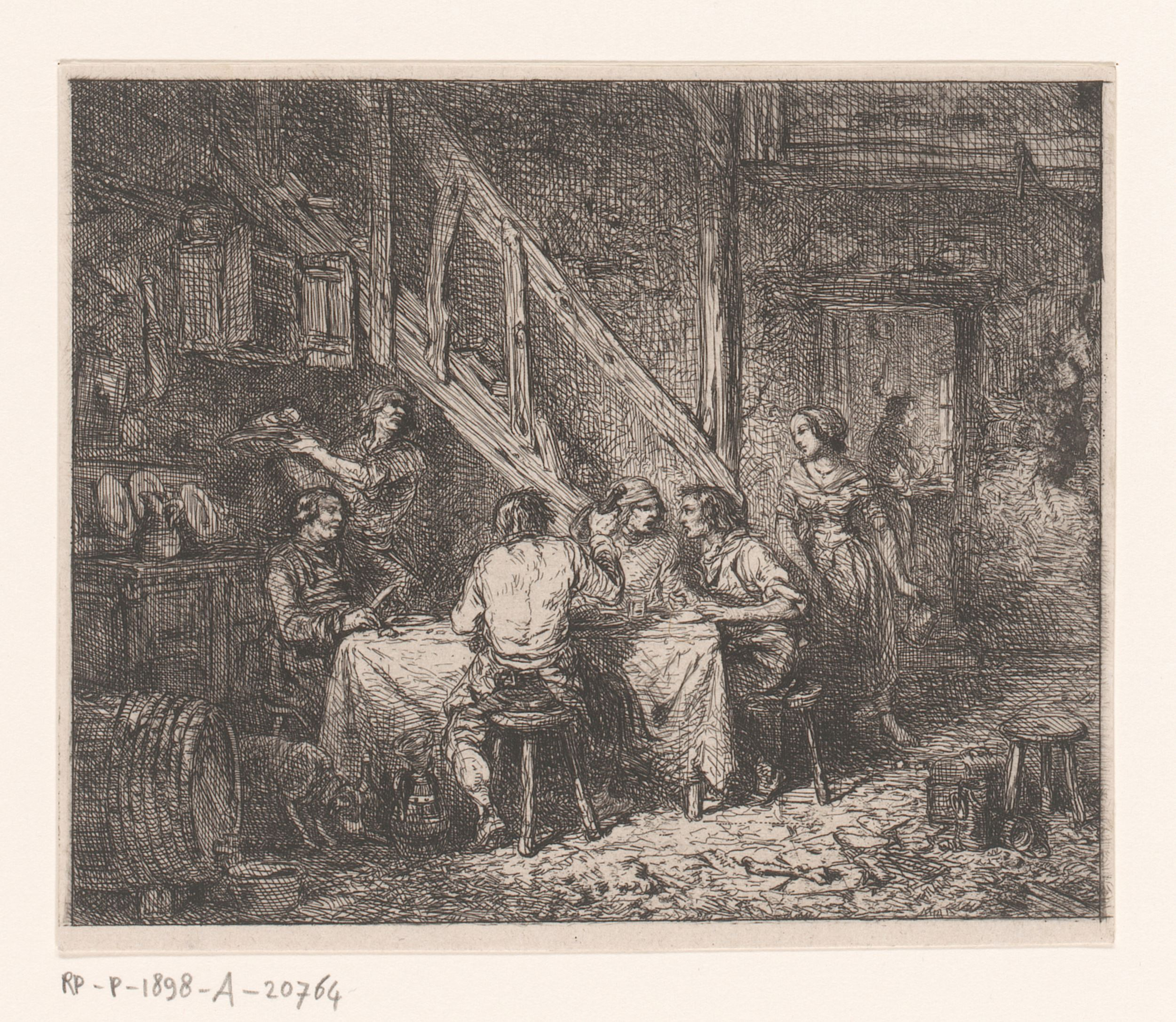
Домашняя сцена. Офорт
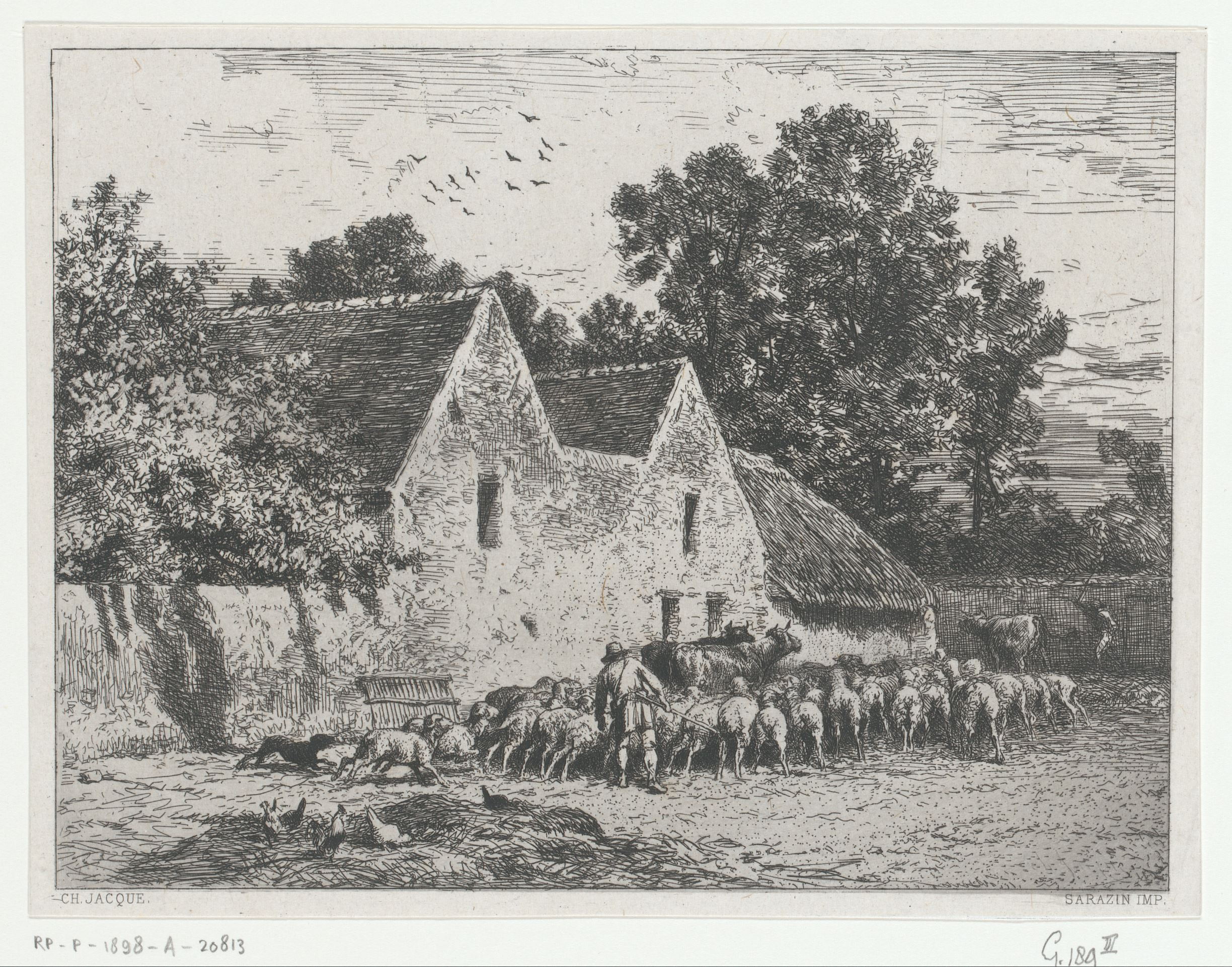
Крестьяне ведут стада в конюшни. Офорт
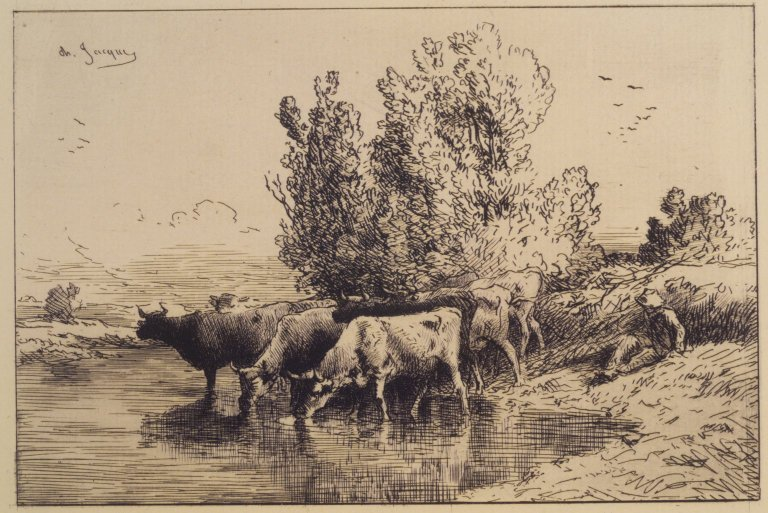
Быки. Ок. 1865. Офорт
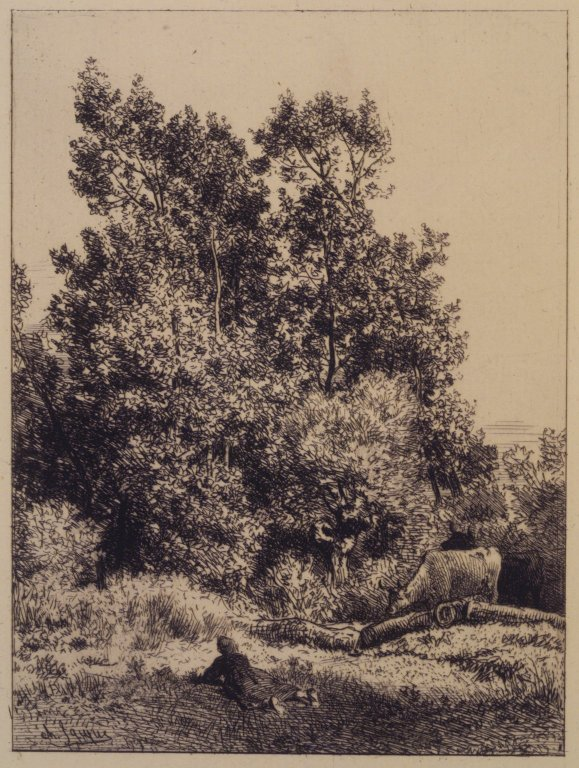
Пейзаж с быками. Ок. 1864. Офорт